# Bahram Beyzai
 (novembre 2022).
Œuvres principales
Le Huitième Voyage de Sindbad (1964)
Théâtre en Iran (1965)
Bahram Beyzai (né Beizāi) est un scénariste, écrivain, réalisateur, éditeur, producteur et costumier iranien. Il est né le 26 décembre 1938 à Téhéran, en Iran.

## Biographie
Très prolifique malgré la censure, Bahram Beyzai publie une cinquantaine de pièces de théâtre et a dirigé une dizaine de longs métrages. La plupart de ses films sont ou furent interdits de diffusion en Iran parce qu'ils ne correspondent pas aux critères moraux et esthétiques dictés par le régime.
Il est professeur et proviseur du département des arts dramatiques de l'université de Téhéran. En 1982, il en est expulsé pour sa critique implicite du régime théocratique.
Sa pièce de théâtre Le Huitième Voyage de Sindbad est traduite en français par Ahmad Kamyabi Mask en 1990.

## Filmographie

### Scénariste
- 1969 : Oncle moustachu
- 1971 : Averse
- 1972 : Un voyage
- 1979 : La Ballade de Tara
- 1982 : La Mort de Yazdgerd
- 1982 : La ligne rouge
- 1988 : Peut-être une autre fois
- 1989 : Bashu, le petit étranger
- 1992 : Mosaferan
- 1995 : Ruz e vagh's
- 1997 : La cinquième saison
- 1998 : Une conversation avec le vent
- 2001 : Tuer les chiens enragés (Sagkoshi)
- 2006 : Ghali e sokhangoo

### Réalisateur
- 1969 : Oncle moustachu
- 1971 : Averse
- 1972 : Un voyage
- 1974 : L'étranger et le brouillard
- 1976 : Kalagh
- 1979 : La Ballade de Tara
- 1982 : La Mort de Yazdgerd
- 1988 : Peut-être une autre fois
- 1989 : Bashu, le petit étranger
- 1992 : Mosaferan
- 1998 : Une conversation avec le vent
- 2001 : Tuer les chiens enragés (Sagkoshi)
- 2006 : Ghali e sokhangoo

### Monteur
- 1974 : L'étranger et le brouillard
- 1976 : Kalagh
- 1979 : La Ballade de Tara
- 1982 : La Mort de Yazdgerd
- 1985 : Le Coureur
- 1988 : Peut-être une autre fois
- 1989 : Bashu, le petit étranger
- 1992 : Mosaferan
- 1996 : Tour de Minoo
- 1998 : Une conversation avec le vent
- 2001 :Tuer les chiens enragés

### Producteur
- 1979 : La Ballade de Tara
- 1992 : Mosaferan
- 1998 : Une conversation avec le vent
- 2001 : Tuer les chiens enragés

### Costumier
- 1979 : La Ballade de Tara
- 1989 : Bashu, le petit étranger